# Mimozotale cylindrica
Mimozotale cylindrica là một loài bọ cánh cứng trong họ Cerambycidae.